# Скелелазіння

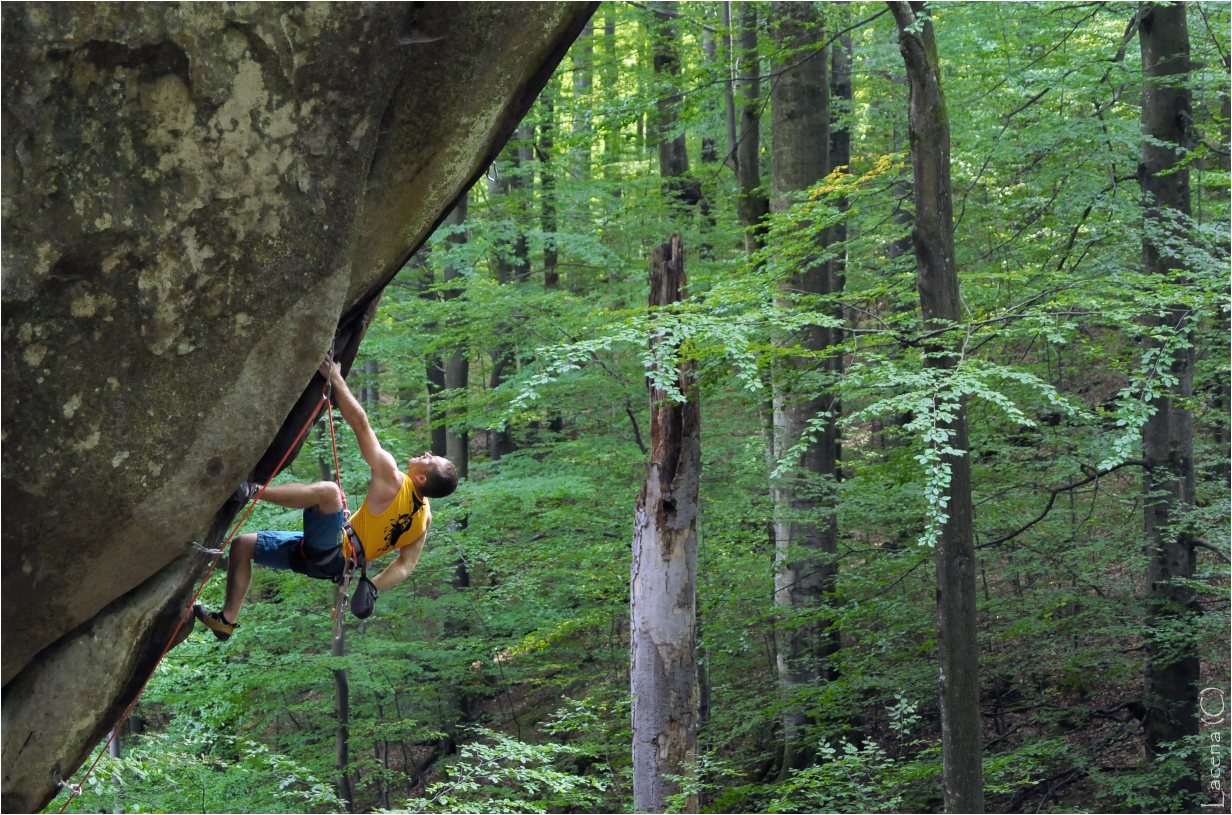
Скелелазіння, скелі Довбуша, Україна

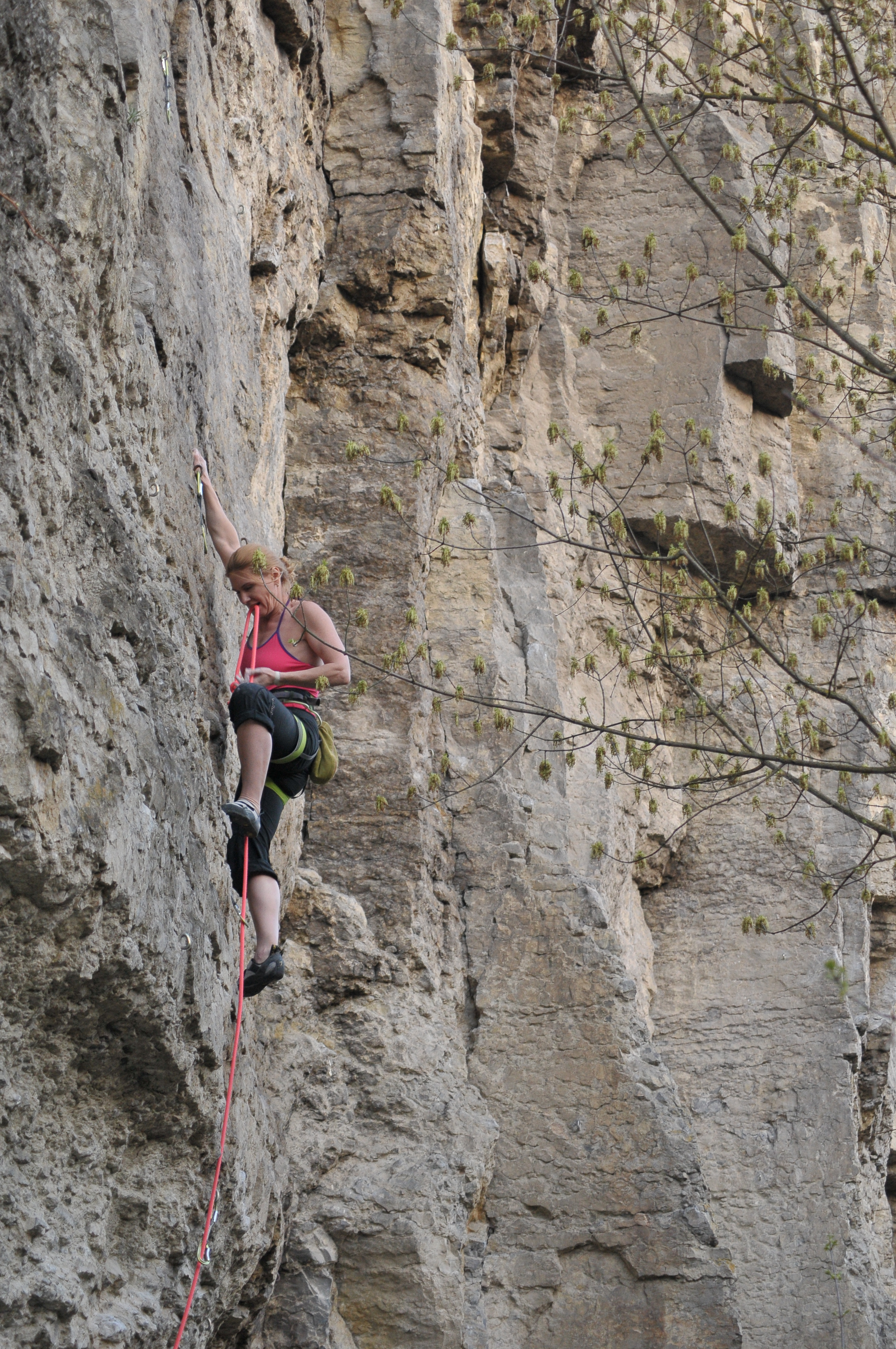
Скелелазіння в Кам'янець-Подільському

Скелелазіння — олімпійський вид спорту, який полягає у вільному лазінні (найчастіше — сходженню) по природному (скелі) або штучному (скеледром) рельєфу. Це самостійний вид спорту, який вийшов з альпінізму й нерозривно пов'язаний з ним.
Різниця між альпінізмом і скелелазінням у тому, що в скелелазінні, як правило, є постійні (статичні) точки опори — гаки, які забетовані у скелю, а в альпізмі навпаки, всі точки страхува́ння, як правило, є тимчасовими (френди, закладки тощо), а також в тому, що альпінізм, на відміну від скелелазіння, дозволяє лазіння з застосування спеціальних інструментів та додаткового спорядження для подолання маршруту, лише для страхування.
Скелелазіння є скадно-координаційним видом спорту, у якому фізична, технічна та ментальна складові мають приблизно однакову важливість.

## Історія
Перші наскельні малюнки, що зображають людину на скелі, відносяться до 400 року до н. е. та були знайдені на території Китаю. У Європі перші спроби скелелазіння належать до випадків, коли на шляху до вершини поставала скеля. Скелелазіння як окремий рід занять приблизно у 1880 році з'явився одночасно в трьох місцях: Озерний край у Великій Британії, Саксонія біля Дрездену в Німеччині та Доломіти в Італійських Альпах.
Значний поштовх скелелазіння отримало після Другої світової війни у наслідок появи дешевих військових гаків, карабінів та нейлонових мотузок.
Початок 1980-х — початок 1990-х вважаються «золотою ерою скелелазіння», бо саме в цей час було відкрито багато нових категорій та почали організовувати комерційні змагання спочатку на скелях, а потім і на штучних стендах. Перші змагання відбулися в 1985 році в італійському містечку Бардонеккія та мали назву Sportroccia.
З 2020 року скелелазіння входить до олімпійських видів спорту.

## Різновиди скелелазіння

### Болдеринг

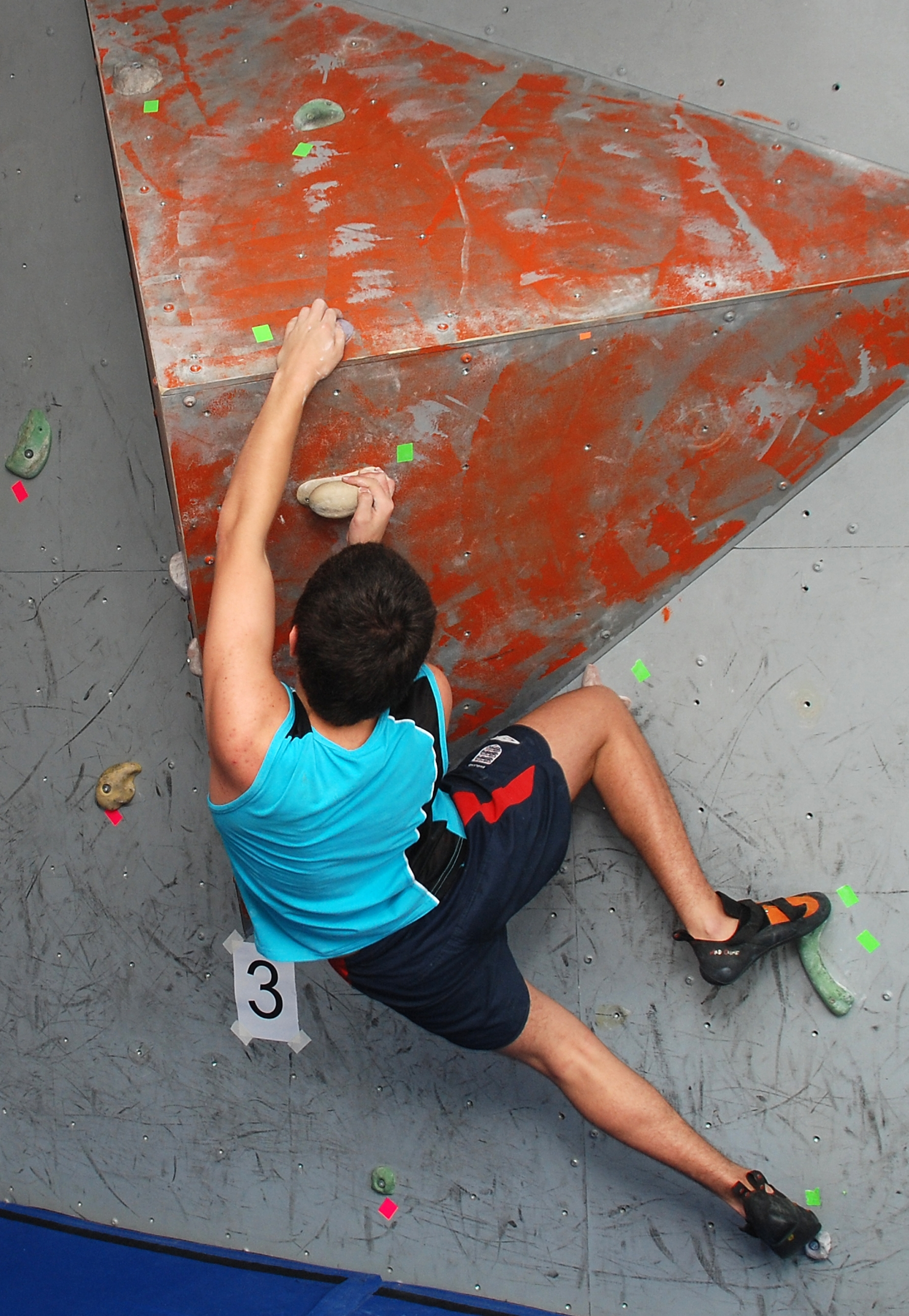
Болдеринг

Болдеринг (англ. bouldering — «лазіння по кругляка́х») — різновид спортивного скелелазіння. Полягає в проходженні серії коротких, але дуже складних трас. На відміну від інших видів скелелазіння, здійснюється без використання мотузок, карабінів та інших страхувальних пристосувань. Щоб зменшити ризик отримання травми від падіння, скелелази не піднімаються вище від 3-5 метрів над землею (у деяких випадках до 7 метрів). Для страхування використовуються спеціальні мати — креш педи, або ж напарник, стоячи знизу страхує руками. Змагання й тренування з болдерингу можуть відбуватися як на природному рельєфі, так і на штучному. Необхідне спорядження — скельне взуття, магнезія (навіть якщо руки не пітніють), іноді може придатися каніфоль для осушування вологого рельєфу.

### Білдеринг
Лазіння по зовнішніх частинах будівель, часто без спеціального спорядження або страхування. Скелелаз може рухатися вбік, тобто по тра́версі; так і підійматися вгору. Лазіння по траверсі часто практикувалося до появи перших скеледромів для тренування. Серед сходжень на будівлю можна відзначити підйом Алена Робера на найвищий хмародер у світі Бурдж Халіфа заввишки 828 метрів у 2011 році.

### Фрі-соло
Лазіння без застосування страхування на висоту, падіння з якої може призвести до серйозних травм або смерті. Багато відомих скелелазів минулих років, які лазили тред, де не завжди є можливість зробити точку страхування і прольоти набагато більші, ніж в спортивному лазінні, лазили час від часу фрі-соло. Серед найскладніших маршрутів, пройдених фрі-соло — Kommunist 8b+ (Schleierwasserfall, Австрія), пройдений Александром Губером у 2004 році та кілометровий фрірайдер 7с+ на скелю Ель-Капітан (Йосеміті, США) Алексом Гоннольдом у 2017 році. Фільм про фрі-соло сходження на Ель-Капітан «Вільне сходження» отримав премію Оскар за найкращий документальний фільм у 2019 році.

### Спортивне лазіння
Лазіння без використання будь-якого спорядження для подолання маршруту, окрім скельних туфель, магнезії та іноді наколінників. Страховка відбувається за допомогою заздалегідь пробитих шлямбурів, у які встібуються відтяжки і мотузка.

### Тред
Лазіння зі страхуванням за допомогою власних точок, які розташовуються під час лазіння, які прибираються після пролазу. Назва походить від слова «traditional», тобто традиційний, бо саме так лазили до появи сучасних пробитих маршрутів.

### Deep-water solo
Deep-water solo — відносно новий різновид скелелазіння, поки не має закріпленої назви. Особливість цього виду полягає в тому, що лазіння на природному рельєфі здійснюється без страховки, а у випадку зриву спортсмен падає у воду.

## Оцінка складності маршрутів
В Україні застосовується французька числова система оцінки складності скелелазних маршрутів, згідно з якою категорії мають числові очінки від 1 (найпростіші) до 9 (найскладніші). Кожна категорія також поділяється на три підкатегорії — a, b, c. Додатково може вживатися знак плюс (+) щоб розрізняти складніші маршрути всередині підкатегорії.
Приклади оцінок складності у послідовності зростання: 6c, 6c+, 7a, 7a+, 7b, 7b+ і т. д.

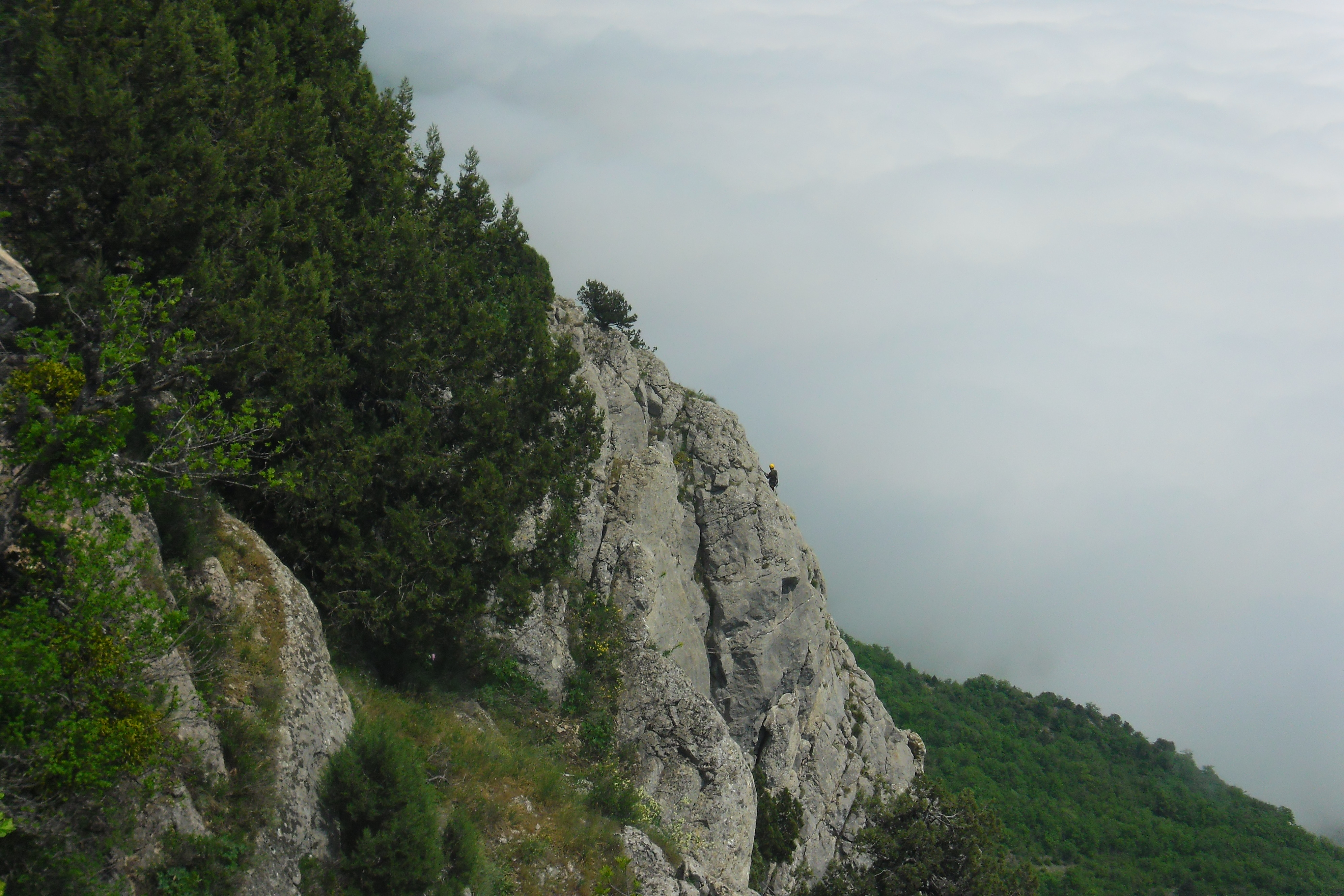
Скелелазіння, Україна, Крим, г. Парагільмен.

## Найскладніші скелелазні маршрути у світі
На березень 2015 р.
Повний перелік найскладніших скелелазних маршрутів у світі: https://4sport.ua/articles?id=17073 
| Маршрут       | Складність | Гора                     | Країна   | Рік        | Перше проходження | Повторення        |
| ------------- | ---------- | ------------------------ | -------- | ---------- | ----------------- | ----------------- |
| The Change    | 9b +       | Flatanger                | Норвегія | 2012       | Адам Ондра        |                   |
| La Dura Dura  | 9b +       | Oliana                   | Іспанія  | 2013       | Адам Ондра        | Кріс Шарма (2013) |
| Vasil Vasil   | 9b +       | Слоуп (Моравський карст) | Чехія    | 2013       | Адам Ондра        |                   |
| El Bon Combat | 9b / +     | Cova de Ocelli           | Іспанія  | 2015       | Кріс Шарма        |                   |
| Silence       | 9c         | Flatanger                | Норвегія | 03.09.2017 | Адам Ондра        |                   |